# Hippomane mancinella
Hippomane mancinella, vrsta drveta iz porodice mlječikovki (Euphorbiaceae).

## Rasprostranjenost
Raste u tropskoj Americi od Floride preko Kariba i Srednje Amerike do Južne Amerike, i to poglavito uz morsku obalu i po boćatim močvarama, često mangrovim šumama.

## Opis i ime
Na području Latinske Amerike drvo je zbog svoje otrovnosti poznato po nazivom “arbol de la muerte” odnosno “drvo smrti” i “Arbol del diablo” ili vražje drvo. A drvo je toliko otrovno da je zapisano i u Guinesovoj knjizi rekorda, a na područjima gdje dolaze turisti, označeno je crvenim znakom X kao upozorenje da se ne smije jesti njegov primamljiv plod oblika jabuke koji izaziva gušenje. Plod je zelene boje, i zelenkasto-žut kad je zreo.
Drvetu se opasno približavati i za vrijeme dok pada kiša jer stajanje ispod njega može izazvati reakcije na otrov, a sok njegovog ploda izaziva opekline gdje god padne na kožu.
H. mancinella naraste do 15 metara visine, zimzelen je crvenkasto-sive kore i svjetlozelenih listova dugih 5- 10 cm ili 2 - 4 inča.

## Korisnost i zaštita drveta
Drvo je ipak zaštićeno jer obale Amerike štiti od erozije i značajno je u cjelokupnom ekosustavu, pa je njegova sječa zabranjena u većini zemalja gdje raste.

## Sinonimi
1. Hippomane dioica Rottb.
2. Mancinella venenata Tussac

Izvori za sinonime
- stablo
- stablo
- List i plod
- List i plod
- Krošnja